# Behavioral and Brain Functions
Behavioral and Brain Functions ist eine Open Access wissenschaftliche Fachzeitschrift, in der Artikel zur neurowissenschaftlichen Forschung, insbesondere bezüglich normalen oder pathologischen Verhaltens, erscheinen. Die Zeitschrift wurde 2005 gegründet und wird von BioMed Central verlegt. Ihr Impact Factor im Jahr 2018 war 2,457. Der Gründungs-Chefredakteur war Terje Sagvolden bis zu seinem Tod in 2011. Seine Nachfolgerin war Vivienne A. Russell. Der heutige Chefredakteur ist Wim Crusio.